# Antonio Baiocco
Antonio Baiocco (* 23. Oktober 1959 in Rom) ist ein italienischer Filmregisseur und Drehbuchautor.

## Leben
Baiocco arbeitete 1980 bis 1988 für das private Fernsehen, wobei er für zahlreiche Sport- und Kultursendungen verantwortlich war. Nach einem Fernsehfilm schrieb er 1985 einen Roman, Acido santo. 1995 schrieb und inszenierte er dann, nachdem er sechs Jahre zuvor einen obskuren und kaum veröffentlichten Film drehte, zum zweiten Mal für das Kino: Passaggio per il paradiso konnte mit Julie Harris als Hauptdarstellerin aufwarten, wurde aber erst 1998 aufgeführt. Erst elf weitere Jahre später war ein neuer Film zu sehen.

## Filmografie
- 1989: Sulle ali della follia (Publikumspreis beim Festival in Bastia)
- 1995: Passaggio per il paradiso (mehrere Preise)
- 2009: Il mercante di stoffe